# ناحية مركز التل
ناحية مركز التل إحدى نواحي سوريا تتبع إداريّاً لمحافظة ريف دمشق منطقة التل ومركزها مدينة التل، بلغ تعداد سكان الناحية 85,933 نسمة حسب التعداد السكاني لعام 2004.

## بلدات وقرى ناحية مركز التل
التل، الدريج، حلبون، معرونة، معربا، منين، تلفيتا.